# NGC 2617
NGC 2617 (również PGC 24141) – galaktyka spiralna (Sc), znajdująca się w gwiazdozbiorze Hydry. Odkrył ją Édouard Jean-Marie Stephan 12 lutego 1885 roku. Należy do galaktyk Seyferta.